# 더그 사반트
더그 서반트(Doug Savant, 1964년 6월 21일 ~ )는 미국의 배우이다.

## 출연 작품
- 특별수사대 (2014, April Rain)
- What Color Is Love? (2009)
- 퍼스트 샷 (2002)
- 드로핑 아웃 (2000)
- 대통령을 죽여라 (2000)
- 대통령의 딸 (1999)
- 페이스 투 킬 (1999)
- 고질라 (1998)
- 로빈 쿡의 끝 (1996)
- 낸시 이야기 (1995)
- 코델 3 (1993)
- 쉐이킹 더 트리 (1992)
- 보니와 클라이드 (1992)
- 레드 서프 (1990)
- 대리 집행 (1988)
- 하노이 포로 수용소 (1987)
- 시크릿 어드마이어 (1985)
- 틴 울프 (1985)

### 텔레비전
- Knots Landing (1986-87)
- In the Heat of the Night (1988)
- 위기의 주부들 (2004-12)